# Dolores Cebrián
Dolores Cebrián Fernández de Villegas (Salamanca, 13 de agosto de 1881-Madrid, 18 de febrero de 1973) fue una profesora española, esposa de Julián Besteiro, y hermana de Amparo, esposa de Luis de Zulueta.

## Biografía
Hija de Cristino Cebrián y Villanova, un militar salmantino, médico y profesor en la Universidad de Salamanca, y de Concepción Fernández de Villegas, ama de casa, que tuvieron siete hijos.
Estudió Magisterio en su ciudad natal, donde ejerció de maestra de Primera Enseñanza, profesora auxiliar de Ciencias Naturales de la Escuela Normal y profesora de Ciencias Físicas en la Escuela Normal de Maestros. Posteriormente fue profesora en la Sección de Ciencias de la Escuela Normal de Toledo.
En 1913 se casó con el dirigente socialista Julián Besteiro en Madrid, aunque nunca tuvieron hijos. Perteneció a entidades feministas como el Lyceum Club femenino de Madrid.
En 1920 presentó una comunicación al Congreso Nacional sobre Educación, celebrado en Palma de Mallorca. El 10 de octubre de 1927 fue nombrada miembro de la Asamblea Nacional Consultiva de la dictadura de Primo de Rivera. Diecinueve días después se daba noticia de su renuncia al cargo.
Finalizada la Guerra Civil sufrió las consecuencias de la represión. Fue separada de su Cátedra y no volvió a recibir permiso para ejercer la enseñanza. Sufrió la reclusión de su marido, Julián Besteiro, acompañándolo por las cárceles de Porlier y Cisne en Madrid, Dueñas en Palencia y durante su enfermedad en la cárcel de Carmona, donde el dirigente socialista murió en 1940.
Dolores Cebrián falleció en Madrid el 18 de febrero de 1973.